# Distritos electorales de Namibia
Cada una de las 14 regiones de Namibia está subdividida en distritos electorales. El número y tamaño de cada distrito varía de acuerdo al tamaño y población de cada región. 
Existen actualmente 102 distritos electorales en Namibia. Cada distrito electoral vota por un concejal (councillor) para el consejo regional de cada región. Hay actualmente 14 consejos regionales, correspondientes a las 14 regiones de Namibia. El distrito electoral más poblado es Hakanana, ubicado dentro de Windhoek; el menos poblado es Okatjali, en Oshana.
En el año 2013 la Región de Kavango se subdividió en Kavango del Oeste y Kavango del Este.

## Lista de distritos electorales por región
| Mapa | Región            | Distritos                                                                                                | Mapa | Región           | Distritos |
| ---- | ----------------- | --- | ---- | ---------------- | --- |
|      | Kunene            | Epupa Opuwo Rural Opuwo Sesfontein Khorixas Kamanjab Outjo                                               |      | Oshana           | Okaku Okatana Okatjali Ompundja Ondangwa Ondangwa Urbano Ongwediva Oshakati del Este Oshakati del Oeste Uukwiyu Uuvudhiya                                 |
|      | Omusati           | Anamulenge Elim Etayi Ogongo Okahao Okalongo Otamanzi Onesi Oshikuku Uutapi Ruacana Tsandi               |      | Ohangwena        | Eenhana Endola Engela Epembe Ohangwena Okongo Omundaungilo Omulonga Ondobe Ongenga Oshikango Oshikunde                                                    |
|      | Oshikoto          | Guinas Nehale IyaMpingana Okankolo Olukonda Omuntele Omuthiya Onayena Oniipa Onyaanya Tsumeb             |      | Zambezi          | Kongola Judea Lyaboloma Linyanti Sibinda Katima Mulilo Rural Katima Mulilo Urbano Kabe Kabe Sur                                                           |
|      | Kavango del Oeste | Kapako Mancumpi Mpungu Musese Ncamangoro Ncuncuni Nkurenkuru Tondoro                                     |      | Kavango del Este | Rundu Urbano Rundu Rural del Este Rundu Rural del Oeste Mashare Ndonga Linena Ndiyona Mukwe                                                               |
|      | Erongo            | Daures Omaruru Arandis Karibib Swakopmund Walvis Bay Urbano Walvis Bay Rural                             |      | Otjozondjupa     | Grootfontein Okahandja Okakarara Omatako Otavi Otjiwarongo Tsumkwe                                                                                        |
|      | Omaheke           | Aminuis Epukiro Gobabis Kalahari Otjinene Otjombinde Okarukambe                                          |      | Khomas           | Katutura Central Katutura Este Khomasdal Norte Moses Garoeb Samora Machel John Alfons Pandeni Tobias Hainyeko Windhoek Rural Windhoek Este Windhoek Oeste |
|      | Hardap            | Rehoboth Rural Rehoboth Urbano Oeste Rehoboth Urbano Este Gibeon Mariental Urbano Mariental Rural Aranos |      | Karas            | Berseba Keetmanshoop Urbano Keetmanshoop Rural Oranjemund Karasburg Este Karasburg Oeste                                                                  |